# SMA Bonțida
SMA Bonțida este o companie producătoare de tractoare din România.
În anul 1949, în comuna Bonțida, comuniștii au decis să înființeze o Stațiune pentru Mecanizarea Agriculturii (SMA), cu 600 de tractoare, care urmau să deservească nordul Transilvaniei.
Multe dintre aceste tractoare erau cu șenile și fuseseră fabricate în Uniunea Sovietică.
Pentru că reparatul lor în URSS costa prea mult, conducerea SMA Bonțida a decis să înființeze un atelier de reparații, care funcționa într-o hală construită în anul 1967.
Tot pentru a economisi bani, angajații atelierului au început să fabrice primele mașini de ierbicidat produse în România, ca să nu cumpere astfel de utilaje din străinătate.
De atunci și până acum, fabrica din Bonțida a rămas cel mai important producător român de astfel de mașini.
După anul 1989, SMA Bonțida a cunoscut declinul.
În anul 1997, compania a fost privatizată prin metoda MEBO și a continuat activitatea sub denumirea de Tehnofavorit.